# 1955 في اليابان
فيما يلي قوائم الأحداث التي وقعت خلال عام 1955 في اليابان.

## ظهور
- 1 يناير – ريبون مجلة مانجا يابانية.

## كتب
من الكتب التي صدرت هذه السنة في اليابان:
- 1 يناير – البحيرة من تأليف ياسوناري كواباتا.

## مواليد

### يناير
- 1 يناير – ماساكازو سوزوكي لاعب كرة قدم ياباني.
- 15 يناير – مايومي تاناكا
- 17 يناير – مامي كوياما
- 25 يناير – تورو إيواتاني معلم ياباني.

### فبراير
- 14 فبراير – ميتوهيسا تاجوشى لاعب كرة قدم ياباني.

### مارس
- 2 مارس – أساهارا شوكو
- 15 مارس – إيسيه فوتاماتا مؤدّي صوت ياباني.
- 16 مارس – جيرو واتانابي ملاكم ياباني.
- 30 مارس – بويتشي تيراساوا
- 30 مارس – تاداشي ميهارا ملاكم ياباني.

### أبريل
- 5 أبريل – أكيرا تورياما
- 5 أبريل – تاكايوشي يامانو لاعب كرة قدم ياباني.
- 7 أبريل – أكيرا نيشينو لاعبو كرة قدم يابانيون.
- 8 أبريل – كازويوشي ناكامورا لاعب كرة قدم ياباني.
- 9 أبريل – توموهيتو أميرة ميكاسا
- 22 أبريل – ساتومي ماجيما مؤدّية صوت يابانية.
- 23 أبريل – فومي هيرانو
- 27 أبريل – كاتسويوكي كاواتشي لاعب كرة قدم ياباني.

### مايو
- 15 يناير – مايومي تاناكا

### يونيو
- 1 يونيو – تشيونوفوجي ميتسوغو مصارع سومو ياباني.

### يوليو
- 12 يوليو – تاداشي ميازاوا
- 19 يوليو – كيوشي كوروساوا
- 24 يوليو – هيديوكي أوميزو

### أغسطس
- 9 أغسطس – كازو ياماموتو منتج تلفزيوني ياباني.
- 18 أغسطس – كوزو شيويا ممثل ياباني.

### أكتوبر
- 14 أكتوبر – كييتشي أوكو

### نوفمبر
- 2 نوفمبر – كوجي تاناكا لاعب كرة قدم ياباني.
- 14 نوفمبر – كويتشي ناكانو دراج ياباني.
- 14 نوفمبر – هيروشي هاياو لاعب كرة قدم ياباني.
- 20 نوفمبر – توشيو ماتسورا لاعب كرة قدم ياباني.
- 22 نوفمبر – كازوهيكو تاكيموتو لاعب كرة قدم ياباني.

### ديسمبر
- 9 ديسمبر – هيرويوكي واتانابي ممثل ياباني.
- 24 ديسمبر – ميزوهو فوكوشيما سياسية يابانية.

## وفيات

### أكتوبر
- 25 أكتوبر – ساداكو ساساكي (مواليد 1943) فنانة أوريغامي يابانية.